# Maciej Kłosiński
Maciej Kłosiński herbu Lubicz (zm. w 1624) – sekretarz Zygmunta III Wazy w 1615 roku, kanonik sandomierski w latach 1586–1600, prokurator kapituły sandomierskiej w 1613 roku, proboszcz w Przybysławicach.
Pochowany w kolegiacie sandomierskiej.